# Onesia florida
Onesia florida är en tvåvingeart som först beskrevs av Robineau-desvoidy 1863.  Onesia florida ingår i släktet Onesia och familjen spyflugor.
Artens utbredningsområde är Frankrike. Inga underarter finns listade i Catalogue of Life.